# Cherry Valley (New York)
Cherry Valley è un comune degli Stati Uniti d'America, situato nello Stato di New York, nella contea di Otsego.